# Aleksandr Parvus
Aleksandr Parvus, właściwie: Aleksander Izrael Łazariewicz Helphand (ur. 27 sierpnia?/8 września 1867 w Berezynie, zm. 12 grudnia 1924 w Berlinie) – działacz rosyjskiego i niemieckiego ruchu socjalistycznego.

## Życiorys
Urodził się w rodzinie żydowskiego rzemieślnika. Młodość spędził w Odessie, a następnie wyjechał na studia do Szwajcarii, gdzie w 1891 uzyskał doktorat z filozofii. Osiadł w Niemczech, gdzie pracował jako dziennikarz. Związał się ze środowiskiem rosyjskich socjaldemokratów. Uczestniczył w wydawaniu ich czasopisma „Iskra”. W 1902 wraz z Julianem Marchlewskim był założycielem i właścicielem wydawnictwa Dr J. Marchlewski und Co. Verlag Slavischer und Nordischer Literatur, publikującego literaturę w języku rosyjskim, polskim i niemieckim, m.in. Maksima Gorkiego i Stefana Żeromskiego. Wydawnictwo funkcjonowało do 1905, wydając około 50 tytułów. W Monachium jesienią 1904 nawiązał znajomość z Lwem Trockim i zainspirował go do przemyślenia teorii permanentnej rewolucji.
Podczas rewolucji 1905 wraz z Trockim przyjechał do Rosji, gdzie po rozwiązaniu Rady Delegatów Robotniczych w Petersburgu (której Trocki przewodniczył) został w 1906 skazany na trzy lata zesłania w Kraju Turuchańskim, jednak zbiegł do Niemiec. Już w 1906 poświęcono mu biogram w encyklopedii Brockhausa i Efrona. Zaangażował się w działalność biznesową. Dorobił się majątku na handlu z Turcją, a w okresie I wojny światowej z neutralnymi krajami skandynawskimi. Został współpracownikiem niemieckich służb specjalnych.

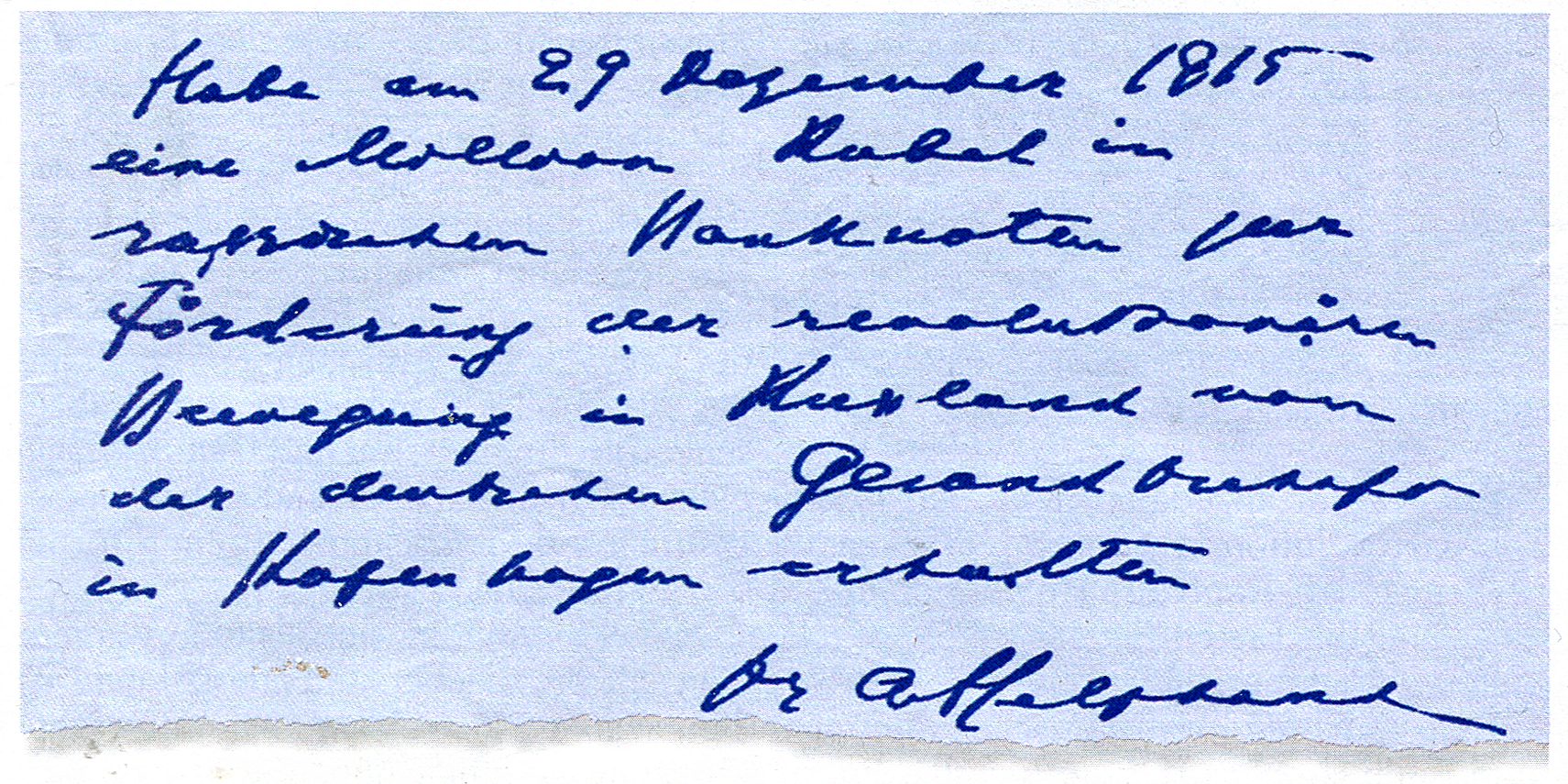
Wystawione przez Parvusa pokwitowanie odbioru miliona rubli gotówką od posła Niemiec. Tekst: 29 grudnia 1915 otrzymałem od wysłannika Niemiec w Kopenhadze jeden milion rubli w banknotach na potrzeby ruchu rewolucyjnego w Rosji. Dr A. Helphand

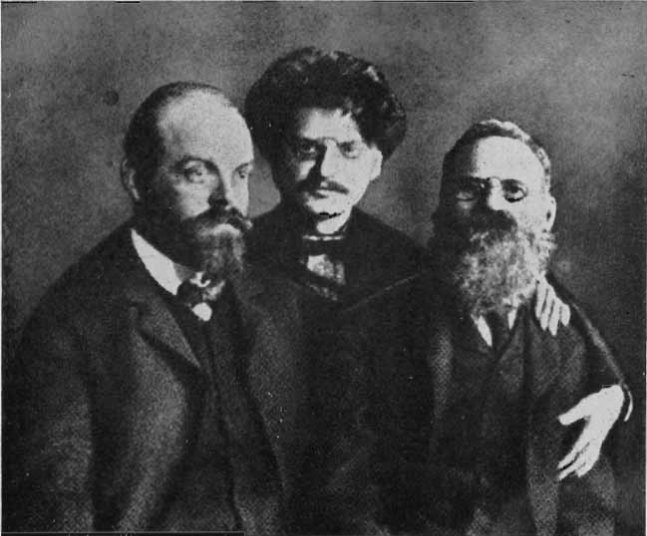
Parvus, Lew Trocki, Lew Dejcz

Po rewolucji lutowej w 1917 był pomysłodawcą i organizatorem przejazdu Lenina ze Szwajcarii przez Niemcy i Szwecję do Rosji. Wspierał finansowo przygotowania bolszewickiego zamachu stanu w Rosji. Po upadku cesarstwa w Niemczech mieszkał w szwajcarskim Wädenswild, skąd kierował wydawnictwem. W latach 20. wrócił do Niemiec. Ostatnie lata spędził w swojej rezydencji na wyspie Schwanenwerder w Berlinie. Pod koniec życia opublikował wspomnienia, w których krytykował politykę bolszewików. Pochowany został na cmentarzu Tolkewitz w Dreźnie.
Działalność Aleksandra Helphanda została przedstawiona w rosyjskim filmie dokumentalnym z 2004 Kto opłacił Lenina: Tajemnica wieku.